# Michael Wooldridge
Pour les articles homonymes, voir Wooldridge.
Michael John Wooldridge, né le 26 août 1966 à Wakefield (West Yorkshire), est un informaticien, professeur d'informatique à l'Université d'Oxford. 
Ses principaux travaux de recherche portent sur les systèmes multi-agents.

## Biographie
Wooldridge a fait ses études à l'Institut des sciences et technologies de l'Université de Manchester (UMIST) où il a obtenu un doctorat en 1991 sous la direction de Gregory O'Hare avec une thèse intitulée « The Logical Modelling of Computational Multi-Agent Systems ».
Wooldridge est nommé lecteur en informatique à l'Université métropolitaine de Manchester en 1992. En 1996, il  part pour Londres où devient lecteur sénior  au Queen Mary and Westfield College en 1998. Il est nommé professeur titulaire au Département d'informatique de l'Université de Liverpool en 1999. À Liverpool, il est chef de département de 2001 à 2005 et directeur de l'École de génie électrique, d'électronique et d'informatique de 2008 à 2011. En 2012, il devient professeur d'informatique à l'Université d'Oxford ; de 2014 à 2018, il est directeur du département d'informatique. À Oxford, il est chercheur principal au Hertford College.

## Recherche
Les principaux travaux de recherche de Wooldridge portent sur les systèmes multi-agents., et en particulier sur les aspects informatiques de l'action rationnelle dans des systèmes composés de multiples agents,,,,. Ses recherches font appel à de techniques issues de la logique computationnelle, de la théorie des jeux et de la théorie du choix social.
Michael Wooldridge est auteur ou coauteur de plus de 300 publications scientifiques.

## Académies et honneurs
Membre de sociétés savantes
- Fellow de la British Computer Society (BCS).
- 2015  Fellow de l'Association for Computing Machinery (ACM), pour ses contributions aux systèmes multi-agents et la formalisation de l'action rationnelle dans les environnements multi-agents[8]
- 2015 Membre de l'Academia Europaea[9]
- 2009 Fellow de la British Society for the Study of Artificial Intelligence and Simulation of Behavior (SSAISB)
- 2008 Fellow de l'Association américaine pour l'intelligence artificielle (AAAI)
- 2007 Fellow de l'Association européenne pour l'intelligence artificielle (ECCAI)[10]

Prix et honneurs
- 2012-17 ERC Advanced Investigator grant «Raisonnement sur les économies computationnelles (RACE)»
- 2021 Médaille Lovelace
- 2008 Influential Paper Award, de la Fondation internationale pour les agents autonomes et les systèmes multi-agents, pour l'articcle Intelligent Agents: Theory and Practice[11]
- 2006 ACM/SIGART Autonomous Agents Research Award, pour des contributions significatives et soutenues à la recherche sur les agents autonomes et les systèmes multi-agents.[12]

## Publications
Livres
- Michael Wooldridge, Reasoning about Rational Agents, MIT Press, 2000 (ISBN 978-0262515566, lire en ligne)
- Michael Wooldridge, An Introduction to Multi-agent Systems, John Wiley & Sons, 2002 (ISBN 978-0471496915) - 2e édition 2009
- Stefan Bussmann, Nicholas R. Jennings et Michael Wooldridge, Multiagent Systems for Manufacturing Control, Springer-Verlag, 2004 (ISBN 978-3540209249)
- Rafael H. Bordini, Jomi Fred Hübner et Michael Wooldridge, Programming Multi-agent Systems in AgentSpeak Using Jason, Wiley-Blackwell, 2007 (ISBN 978-0470029008)
- Georgios Chalkiadakis, Edith Elkind et Michael Wooldridge, Computational Aspects of Cooperative Game Theory, Morgan & Claypool Publishers, 2011 (ISBN 978-1608456529)
- Fatima Shaheen, Sarit Kraus et Michael Wooldridge, Principles of Automated Negotiation, Cambridge University Press, 2014 (ISBN 978-1107002548)
- Michael Wooldridge, Artificial Intelligence, London, Ladybird Books, 2018 (ISBN 978-0-7181-8875-7)
- Michael Wooldridge, A Brief History of Artificial Intelligence: What It Is, Where We Are, and Where We Are Going, New York, Flatiron, 2020 (ISBN 9781250770745)
- Michael Wooldridge, The Road to Conscious Machines : The Story of AI, Pelican Books, 2020, 416 p. (ISBN 9780241396742 et 9780241333907)

Articles (sélection)
Il est cité pour 437 publications dans DBLP. Les articles suivants sont cités par Wooldridge sur sa page de Academia Europaea :
- Michael Wooldridge et Nicholas R. Jennings, « Intelligent agents: theory and practice », The Knowledge Engineering Review, vol. 10, no 2,‎ 2009, p. 115–152 (ISSN 0269-8889, DOI 10.1017/S0269888900008122)
- Michael Wooldridge, Nicholas R. Jennings et David Kinny, « The Gaia methodology for agent-oriented analysis and design », Autonomous Agents and multi-agent systems, vol. 3, no 3,‎ 2000, p. 285-312 (DOI 10.1023/A:1010071910869).
- Michael Wooldridge, Ulle Endriss, Sarit Kraus et Jérôme Lang, « Incentive engineering for Boolean games », Artificial Intelligence, vol. 195,‎ 2013, p. 418–439 (DOI 10.1016/j.artint.2012.11.003)
- Paul E. Dunne, Anthony Hunter, Peter McBurney, Simon Parsons et Michael Wooldridge, « Weighted argument systems: Basic definitions, algorithms, and complexity results », Artificial Intelligence, vol. 175, no 2,‎ 2011, p. 457–486 (DOI 10.1016/j.artint.2010.09.005)
- Thomas Ågotnes, Wiebe van der Hoek et Michael Wooldridge, « Reasoning about coalitional games », Artificial Intelligence, vol. 173, no 1,‎ 2009, p. 45–79 (DOI 10.1016/j.artint.2008.08.004)